# 山本篤志 (レフリー)
山本 篤志（やまもと あつし）は、日本のラグビーレフリー（審判員）。2021年現在、日本協会A級公認レフリーを務めている。

## プロフィール
- 大阪府東大阪市出身[2]。
- 選手時代のポジションはフランカー(FL)、スクラムハーフ(SH)、スタンドオフ(SO)[3]。

## 略歴
報徳学園高校、天理大学を経て、レフリーになる。